# 諫早市立喜々津中学校
諫早市立喜々津中学校（いさはやしりつ ききつちゅうがっこう、Isahaya City Kikitsu Junior School）は、長崎県諫早市多良見町中里にある公立中学校。略称「喜中」（きちゅう）。

## 概要
歴史
1947年（昭和22年）の学制改革で創立。2012年（平成24年）に創立65周年を迎えた。
校訓
「自律・創造・敬愛」
校章
太陽の光を図案化したものを背景にして中央に「中」の文字を置いている。
校歌
作詞は風木雲太郎、作曲は木野普見雄による。歌詞は3番まであり、各番に校名の「喜々津」が登場する。
校区
住所上記で「諫早市多良見町」の後に「西川内、市布、中里、化屋、囲、木床、シーサイド」が続く地域。小学校区は諫早市立喜々津小学校、諫早市立喜々津東小学校。

## 沿革
- 1947年（昭和22年）
  - 4月1日 - 学制改革（六・三制の実施）が行われる。
    - 旧・喜々津国民学校の初等科（6ヶ年）が改組され、「喜々津村立喜々津小学校」となる。
    - 旧・喜々津国民学校の高等科（2ヶ年）および喜々津青年学校の普通科が改組され、「喜々津村立喜々津中学校」（新制中学校）が発足。
      - 当面の間、小学校・青年学校の校舎を使用。

  - 5月19日 - 保護者会（後の育成会）を結成。
  - 10月13日 - 現在地で校舎敷地開きを行う。
- 1948年（昭和23年）
  - 4月29日 - 独立校舎が完成。
  - 5月14日 - 育成会が結成される。
- 1950年（昭和25年）8月23日 - 旧校舎3教室を改装。
- 1954年（昭和29年）
  - 1月3日 - 同窓会が発足。
  - 3月5日 - 校歌を制定。
  - 12月15日 - 木造2階建て普通教室（6教室）が完成。
- 1955年（昭和30年）2月11日 - 喜々津・伊木力・大草3村の合併により多良見村が発足。これにより「多良見村立多良見中学校」に改称。
- 1956年（昭和31年）10月18日 - 水道施設が完成。
- 1964年（昭和39年）
  - 4月3日 - 鉄筋コンクリート造新校舎（第1期工事）が完成。
  - 5月1日 - 旧校舎を解体。
- 1965年（昭和40年）
  - 4月15日 - 新校舎（第2期工事）が完成。
  - 11月23日 - 町村合併により多良見町が発足したことにより、「多良見町立喜々津中学校」と改称。
- 1966年（昭和41年）
  - 5月6日 - 運動場が完成。
  - 12月7日 - 体育館が完成。
- 1971年（昭和46年）7月27日 - 小中共用のプールが完成。
- 1978年（昭和53年）5月8日 - センター方式の学校給食を開始。
- 1981年（昭和56年）3月1日 - 鉄筋コンクリート造3階建て新校舎が完成。
- 1982年（昭和57年）3月1日 - 特別教室を増築。
- 1985年（昭和60年）3月31日 - 運動場を拡張。
- 1986年（昭和61年）2月28日 - 鉄筋コンクリート造3階建ての新校舎を増築。
- 1991年（平成3年）8月 - 男子バレーボール部、全国中学校総合体育大会に出場。
- 1992年（平成4年）
  - 3月 - 体育館が完成。
  - 10月 - パソコンを設置。
- 1994年（平成6年）4月1日 - プレハブ校舎を増設。
- 1996年（平成8年）4月1日 - 特殊学級を設置。
- 1997年（平成9年）6月20日 - アメリカアーカンソー州教育使節団が来校。
- 1998年（平成10年）10月5日 - スクールカウンセラー勤務の開始。
- 1999年（平成11年）11月1日 - 運動場を改修。
- 2000年（平成12年）6月12日 - 新校旗が完成。
- 2002年（平成14年）4月18日 - 育友会をPTAと改称。
- 2003年（平成15年）2月12日 - 特別棟が完成。
- 2005年（平成17年）3月1日 - 多良見町が諫早市に編入され、「諫早市立喜々津中学校」（現校名）に改称。
- 2007年（平成19年）10月30日 -  蘇州市平江実験学校との交流を行う。
- 2008年（平成20年）8月7日 - A棟の耐震補強工事が完了。

## アクセス
最寄りの鉄道駅
- JR九州 長崎本線 「喜々津駅」と「市布駅」のほぼ中間地点にある。

最寄りのバス停
- 長崎県営バス
  - 「学校前」バス停
  - 「喜々津橋」バス停（国道34号線沿い）

最寄りの国道・県道
- 国道34号 - 長崎バイパス・長崎自動車道長崎多良見ICに接続。

## 周辺
- （私立）中里保育園
- 諫早市立喜々津小学校
- 長崎県立西陵高等学校
- 長崎県立希望が丘高等特別支援学校
- 財団法人長崎県学校給食会
- 長崎原爆諫早病院
- 諫早市役所多良見支所（旧・多良見町役場）
- 喜々津橋

## 参考資料
- 「多良見町郷土誌」（1971年（昭和46年）、多良見町郷土誌編集委員会）
- 「多良見町郷土誌 -町制施行四十周年記念事業- 」（1995年（平成7年）2月、多良見町教育委員会）p.574 - p. 578
- 「多良見町郷土誌 資・史料編 -町制施行四十周年記念事業-」（1995年（平成7年）2月、多良見町教育委員会）
- 「町史写真集 多良見町 三村合併50周年・多良見町閉町記念誌」（2005年（平成17年）2月、多良見町役場企画情報課）

## 関連事項
- 長崎県中学校一覧